# NGC 842
NGC 842 (другие обозначения — MCG −1-6-55, PGC 8258) — линзообразная галактика (S0) в созвездии Кит.
Этот объект входит в число перечисленных в оригинальной редакции «Нового общего каталога».
Это одна из немногих «туманностей» Леонида Маккормика, которую можно точно идентифицировать. Фрэнк Ливенворт три раза наблюдал этот объект и сделал две зарисовки этой области. Несмотря на это, «номинальное» прямое восхождение галактики отличается от истинного на 46".
Галактика NGC 842 входит в состав группы галактик NGC 788. Помимо NGC 842 в группу также входят NGC 788, NGC 829, NGC 830 и IC 183.